# Як тільки зможеш
Як тільки зможеш (англ. Any Which Way You Can) — американський комедійний бойовик 1980 року режисера Бадді Ван Горна.

## Сюжет
Філон заробляє ремонтом автомобілів і бере участь у кулачних боях. Він вирішує покинути кривавий спорт. У цей час Джек Вілсон з легкістю перемагає всіх своїх супротивників. Єдиним гідним суперником для нього буде тільки Філон. Щоб підштовхнути того до бою, мафія викрадає його кохану Лінн Геслі-Тейлор.

## У ролях
| Актор            | Роль               |
| ---------------- | ------------------ |
| Клінт Іствуд     | Філон Беддо        |
| Сондра Лок       | Лінн Гелсі-Тейлор  |
| Джеффрі Льюїс    | Орвілл             |
| Вільям Сміт      | Джек Вілсон        |
| Гаррі Гуардіно   | Джеймс Бікман      |
| Рут Гордон       | Ма                 |
| Майкл Кавана     | Патрік Скарф       |
| Беррі Корбін     | Жирний Зак         |
| Рой Дженсон      | Муді               |
| Білл Маккінні    | Даллас             |
| Вільям О'Коннелл | Елмо               |
| Джон Квейд       | Чолла              |
| Аль Руссо        | Тоні Паолі старший |
| Ден Вадис        | Френк              |
| Камілла Ешленд   | Гетті              |
| Ден Берроус      | носій              |
| Арт Лафлер       | носій 2            |